# 広州魯氏
広州魯氏（クァンジュノし、광주노씨）は、朝鮮の氏族の一つ。本貫は京畿道広州市である。2015年調査では、654人である。
魯姓の起源は中国にあり、中国周代に伯禽が魯に封じられ魯姓を名乗ったことに由来する。
中国の戦国時代の斉の魯仲連の子孫である魯弼商が李氏朝鮮代に通政大夫の官職を務め、魯弼商の子孫が広州に定着し、魯弼商を始祖として広州魯氏を創始した。

## 集姓村
- 光州広域市光山区
- 光州広域市北区牛峙洞
- 慶尚南道昌寧郡
- 咸鏡南道甲山郡
- 平安北道定州郡馬山面東倉洞
- 全羅南道咸平郡[2]